# Бруд-Новий
Бруд-Новий (пол. Bród Nowy) — село в Польщі, у гміні Сувалки Сувальського повіту Підляського воєводства.
Населення — 131 особа (2011).
У 1975-1998 роках село належало до Сувальського воєводства.

## Демографія
Демографічна структура станом на 31 березня 2011 року:
|          | Загалом | Допрацездатний вік | Працездатний вік | Постпрацездатний вік |
| -------- | ------- | ------------------ | ---------------- | -------------------- |
| Чоловіки | 65      | 17                 | 42               | 6                    |
| Жінки    | 66      | 17                 | 40               | 9                    |
| Разом    | 131     | 34                 | 82               | 15                   |